# Щербак Сергій Олександрович
Сергі́й Олекса́ндрович Щерба́к (нар. 22 червня 1961, м. Кременчук, Полтавська область, Українська РСР — пом. 16 березня 2015, м. Авдіївка, Донецька область, Україна) — український військовослужбовець, десантник, солдат Збройних сил України.

## Життєвий шлях
1977 року закінчив кременчуцьку середню школу № 16, продовжив навчання у Полтавському професійно-технічному училищі № 6. Проходив строкову військову службу в лавах Збройних Сил СРСР. Працював слюсарем на Кременчуцькій автобазі, по тому працював на Крюківському вагонобудівному заводі, останнім часом — у приватних фірмах.
У зв'язку з російською збройною агресією проти України навесні 2014 призваний за частковою мобілізацією як доброволець, — не був військовозобов'язаним, але сам прийшов до військкомату. Після навчання на Чернігівщині у серпні 2014 вирушив на фронт.
Солдат, номер обслуги гранатометного відділення 95-ї окремої аеромобільної бригади, м. Житомир.
16 березня 2015-го близько 16:00 загинув в районі міста Авдіївка внаслідок артилерійського обстрілу, утримуючи позиції під час спроби прориву противника з боку міста Ясинувата, тоді ж два вояки дістали поранення.
Похований 19 березня на Свіштовському кладовищі Кременчука, у секторі загиблих Героїв АТО. Без Сергія лишилися мати, сестра, дружина та донька Світлана.

## Нагороди та вшанування
- За особисту мужність і високий професіоналізм, виявлені у захисті державного суверенітету та територіальної цілісності України, вірність військовій присязі, відзначений — нагороджений орденом «За мужність» III ступеня (28.06.2015, посмертно)[3].
- Нагороджений відзнакою Полтавської обласної ради — нагрудним знаком «За вірність народу України» І ступеня (21.10.2015, посмертно).
- Рішенням сесії Кременчуцької міської ради у квітні 2017 на честь Сергія Щербака названо вулицю у новому мікрорайоні «Озерний» м. Кременчук[4].